# Футбол у Закарпатській області
Футболом у Закарпатській області керує Федерація футболу Закарпаття, створена 17 травня 1997 року. До краю цей вид спорту потрапив з Угорщини. Спортивний клуб «Русь» (Ужгород) був найсильнішою командою Закарпаття 1930-х років і в сезоні 1936—1937 виступав у найвищій лізі Чехословаччини. Після Другої світової війни чимало вихованців місцевого футболу грали в складі київського «Динамо».

## Футбол у Закарпатті

### Австро-Угорщина
Закарпаття — це єдина частина України, розташована за Головним Карпатським хребтом. Розвиток футболу на цій території тісно зв'язаний з історією цього краю, який впродовж ряду століть входив до складу Угорщини. У 1919 p., після відділення Закарпаття від Угорщини, створено з основної його частини окрему автономію в межах Чехо-Словаччини, т. зв. «Підкарпатську Русь» або «Карпатську Україну». З 1938 р. межі Карпатської України зазнали кількох змін. Після Віденського арбітражу адміністративна одиниця Закарпаття в межах Угорщини (1939–1944) була зменшена, натомість її збільшено на захід за рахунок Словаччини. Таким чином Закарпаття в межах України обіймає ту саму територію, що й в межах Чехо-Словаччини, збільшену територією навколо смт. Чоп і становить окрему адміністративно-територіальну одиницю — Закарпатську область (12 800 км² і 1 254 396 мешканців на 1.12.2012). Завдячуючи частій зміні державних кордонів та політичних режимів значна частина старшого покоління у ХХ століттю протягом свого життя набували громадянства чотирьох або й п'яти держав, не переступаючи кордонів рідного селища. Усе це щораз, при зміні державних систем, разом зі зміною державної мови, приносило зміни у культурне життя, сліди чого у цьому регіоні можна впізнати досі.
В Угорщині футбол вперше був згаданий, як «англійська гра ногами» у книзі «Атлетичні заняття», написаній у 1879 р. Лайошем Молнаром і графом Микшем Естерхазі. 1882 р. в будапештській реформатській головній гімназії вже було створено перше спортивне товариство. У наступні роки були створені столичні клуби: «Уйпешт» (1885), MTK (1888), БТК (1897), ФТК (1899) і «Кішпешт» (1909). 1891 р. у Будапешті вперше провели усеугорські спортивні змагання серед учнів. Федерація футболу Угорщини свою діяльність розпочала 19 січня 1901 р., внаслідок чого на початку ХХ століття стало більше передових футбольних команд. У Закарпатті розвиток спорту розпочався також у восьмидесятих роках XIX століття. В Ужгороді розпочали грати у футбол з 1893 р. учні старших класів навчальних закладів. 15 серпня 1901 р. відбулася перша офіційна футбольна зустріч між збірною учнів міста та командою «Будапештського атлетичного клубу» (БАК). Символічно цей день був прийнятий днем створення Федерації футболу Закарпаття. У наступні роки гра швидко стала популярною і в інших містах краю. У 1902 р. утворилося «Товариство ужгородських футболістів», яке, однак, проіснувало недовго. Але діяльність «Ужгородського атлетичного клубу» (УАК), заснованого у 1906 р., вже стала важливою віхою в історії футболу на Закарпатті. Адже УАК якраз сто років тому, у 1914 р. виграв першість серед команд Північної та Північно-Східної Угорщини. Після цього він здолав переможця чемпіонату південної частини країни і завоював право боротися за перехід до другої ліги угорської першості. Однак Перша світова війна завадила цьому першому серйозному успіху закарпатських футболістів. (Удруге бойові дії перекреслили сподівання гравців і прихильників УАК у 1944-му, коли клуб виборов путівку до вищого ешелону чемпіонату. Виступити в еліті команді не судилося − невдовзі вона припинила існування.)

### Чехо-Словаччина

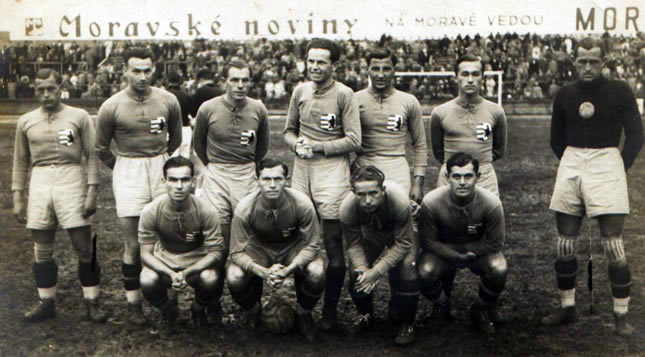
Русь» (Ужгород) за часів виступів у чемпіонатах Чехословаччини

Після розпаду Австро-Угорщини у 1918 і 1919 рр. утворилася низка держав, зокрема й Чехо-Словаччина (ЧСР). На засаді рішень Мирової Конференції в Парижі територія Закарпаття потрапила до її складу. Згідно з розпорядженням тамтешньої футбольної асоціації, на Закарпатті були створені так звані жупи − слов'янська (у неї увійшли чеські та словацькі футболісти) та угорська. У 1934 р. було реорганізовано усю систему національного чемпіонату. Із найкращих футбольних команд створювалися так звані «дивізії», яких було п'ять: середньочеська, дивізія чеської провінції, моравсько-сілезька, словацько-підкарпатська та дивізія німецького союзу. Тобто, система розіграшу футболу у ЧСР проводилася за національним принципом. Словацька дивізія була розділена на дві групи — Західну (команди західної і середньої Словаччини) та Східну (команди східної Словаччини і Закарпаття). На підставі попередніх спортивних результатів у Східну Словацько-Підкарпатську дивізію було включено дві найсильніші слов'янські команди («Русь» та ЧсСК (Ужгород)) і дві угорські футбольні дружини, які у своєму національному розіграші зайняли перші два місця (МШЕ (Мукачеве) та БФТК (Берегово)). У 1936 р. спортивний клуб «Русь» досягнув помітного результату. Вигравши першість східнословацької та підкарпатської зони, і завдавши поразки переможцю західнословацької зони, команда здобула титул чемпіона Словаччини і разом з тим прописку у вищій національній лізі.
У березні 1939 р. згідно з рішеннями Віденського арбітражу від 2 листопада 1938 р. та від 30 серпня 1940 р. Закарпаття, Північна Трансільванія і Секейський край знову увійшли до складу Угорщини. У роки Другої світової війни помітного успіху досягнув найстаріший ужгородський клуб — УАК. Сезон 1943/1944 р. у другій лізі він завершив на першій сходинці і завоював право змагатися у вищій футбольній лізі Угорщини. Однак вдалося провести лише кілька матчів, оскільки фронт наблизився впритул до кордонів країни.
На високий рівень національного футболу тих часів вказує, що Чехо-Словаччина посіла друге місце на чемпіонаті світу у Італії. Збірна Чехословаччини на чемпіонаті світу у Чилі й удруге поспіль завоювала срібні медалі. Між тим угорська національна команда на чемпіонаті у Франції та поспіль у Швейцарії теж стала другою у світі.
Найвідомішими закарпатськими гравцями міжвоєнного періоду були володарі Кубка Мітропи Олекса Бокшай і той Геза Калочаї, який на території сучасної України досі носить гучний статус першого фіналіста чемпіонатів світу. Бокшай, який у 1937 р. перейшов з «Русі» до празької «Славії» став наступником легендарного голкіпера Франтішека Планічки і був головним тренером збірної Чехословаччини. Уродженець Берегового Калочаї грав у «Спарті» у 1932—1937 рр., виступав за збірні Чехословаччини і Угорщини, та був помічником головного тренера угорської національної збірної команди. За першу чи другу збірну Чехословаччини виступали ще закарпатці Самуїл Шілінгер, Йосип Криж та Олекса Бокотей, за збірну Угорщини — Ласло Пешовнік, а видатний бомбардир ужгородської «Русі» Цебек Чанчінов входив до складу збірної Праги.

### СРСР
Восени 1944 р. на Закарпатті було проголошено самостійну державу — Закарпатську Україну зі своїм урядом — Народною радою. Це державне утворення проіснувало лише до липня 1945 р., коли відбулося возз'єднання з УРСР на підставі волевиявлення населення краю через прийняття Першим З'їздом народних комітетів Закарпатської України постанови «Про возз'єднання з Радянською Україною». Першим чемпіоном України у 1946 р. став ужгородський клуб «Спартак», який був створений із футболістів різних місцевих команд. Адже крім збережених кадрів та ігрових навичок, закарпатські спортсмени мали доволі хороший вишкіл у чехословацький та угорський лізі. Угорський футбол базувався на техніці, у той час як чеський був більш силовим і жорстким. Закарпатцям вдалося перейняти як одну, так й іншу риси. Водночас радянський футбол більше спирався на фізичні якості спортсменів. Закарпатці, перейнявши плюси всіх трьох систем, виглядали доволі незвично. Окрім 1946 р., ужгородський «Спартак» став чемпіоном України і в 1950-му та в 1953 рр., а у 1950 р. завоював і Кубок УРСР. Після реорганізації системи розіграшу першостей СРСР у 1971 р. змінила назву й ужгородська команда. Тепер вона вже називалась «Говерла» і виступала у другій лізі української зони. Перший рік провели не зовсім вдало (20 місце серед 26-ти команд), а ось в 1972 р. ужгородці вже були другими серед 24-х дружин у другій лізі. Це було останнє найвище досягнення команди у чемпіонатах СРСР. До успіхів «Спартака» долучився ще й мукачівський «Більшовик», який став чемпіони республіки 1947 р., фіналістом розіграшу Кубка УРСР з футболу 1948 та учасником першості СРСР у другій групі команд майстрів у 1948–1949 рр.
Саме це покоління гравців й поклало початок так званій «закарпатській футбольній школі». У цей час Закарпаття стало справжнім «футбольним клондайком» для цілого Радянського Союзу. Характерною особливістю перших післявоєнних та початку 50-х років в українському футболі став прихід у найсильніші клуби СРСР великої кількості талантів із Закарпаття, серед яких Михайло Михалина, Ернест Юст, Тиберій Попович та Михайло Коман були першими закарпатцями у складі збірної команди УРСР та другої збірної СРСР. До «сборной» футболістів «Динамо» чи інших українських клубів майже не викликали. (Першим українським гравцем, який вийшов у матчі за СРСР став Віктор Фомін у 1955 р. Лише кілька поєдинків зіграли Віктор Каневський (5 ігор) і Олег Макаров (1 гра), а стабільним гравцем збірної з українських футболістів став тільки півзахисник київського «Динамо» Юрій Войнов — єдиний представник українських клубів на чемпіонаті світу 1958, де вперше виступав Радянський Союз. У складі збірної він став чемпіоном Європи 1960 р.) Першим представником Закарпаття у головній команді Радянського Союзу був Іван Мозер, до якого пізніше долучився Йожеф Беца. До речі, першим представником Закарпаття в олімпійській збірній країни був найкращий бомбардир київського «Динамо» в чемпіонаті 1950 р. — Дезидерій Товт. (У 1954 р. «Динамо» вперше завоювало Кубок СРСР, а у 1961 р. столична команда вперше у історії чемпіонатів Радянського Союзу стала переможцем з-поза Москви. Того ж року Кубок здобув «Шахтар» (Сталіно). Український футбол ставав дедалі помітнішим на всерадянській арені. «Динамо» (Київ) під керівництвом Віктора Маслова у 1966–1968 рр. повторило рекорд ЦСКА (Москва), перемігши у 3 чемпіонатах СРСР поспіль. У 1966 р. відрив киян від «срібного» призера, ростовського СКА досяг 9 очок. У період від 1965 до 1975 р. «Динамо» (Київ) тільки 1 раз опускалося нижче від 2-го місця в першості СРСР (7 позиція у 1970 р.), підсумок тих 11 сезонів: 6 чемпіонств і 4 віце-чемпіонства. Поспіль ця команда ставала чемпіоном у 1977, 1980, 1981, 1985, 1986 та у 1990 рр. Київське «Динамо» також здобуло Кубок володарів кубків (1986), а на чемпіонаті світу у Мексиці 1986 року у складі команди СРСР було 12 «динамівців».)
З 1947 по 1991 рр. у клубах вищої ліги СРСР грали понад сто закарпатців! Тренери робили паломництва на Закарпаття у пошуках талановитих футболістів по селах та містечках. Чимало клубів приїжджало сюди на перші весняні збори. Проводячи контрольні матчі з місцевими командами, пильне тренерське око обов'язково вихоплювало кілька здібних юнаків, яких відразу забирали з собою. Починаючи з кінця 50-х років Закарпаття дало Україні з десяток найвідоміших футболістів, які вдало виступали за першу, другу чи за олімпійську збірну Радянського Союзу: Йожеф Сабо, Василь Турянчик, Андрій Гаваші, Ференц Медвідь, Стефан Решко, Василь Рац, Іван Яремчук, Віктор Пасулько, Іван Гецко, Степан Варга. Протягом півстоліття не можна було уявити київське «Динамо» хоча би без одного закарпатця на полі. Завойовували вони найпочесніші трофеї — в тому числі Кубок кубків (Стефан Решко, Василь Рац, Іван Яремчук) та Суперкубок УЄФА (Стефан Решко), ставали олімпійськими чемпіонами (Йожеф Беца) та бронзовими призерами (Йожеф Сабо, Стефан Решко), а також срібними призерами першості Європи (Василь Рац, Іван Яремчук).

### Україна
Футбол в області у роки незалежної України продовжував залишатися наймасовішим видом спорту. Нинішня команда майстрів обласного центру у 1982 p. знову змінила свою назву: спочатку це — «Закарпаття» (1982 — 1996 рр.), далі — «Верховина» (у сезонах 1996/1997 та 1997/1998), ОСК «Закарпаття» (із 1998/1999 по 2006/2007), ФК «Закарпаття» (з 2007/2008 по 2010/2011, ФК «Говерла-Закарпаття» (2011 —2012) і ФК «Говерла» (з сезону 2012/2013 по сьогодні). У чемпіонатах країни ужгородці виступали по-різному. Утім найпам'ятніші вісім сезонів — 2001/2002, 2004/2005, 2005/2006, 2007/2008, 2009/2010, 2012/2013, 2013/2014 і 2014 —2015 рр., коли команда перебувала в найвищому дивізіоні. Високих місць в еліті вітчизняного футболу ужгородці не займали, але сам факт виходу до класу найсильніших — неабиякий успіх. За два десятиліття по різному складалася доля ФК «Говерли» і в Кубку України. Найвдалішим у поході за почесний трофей виявився сезон 2001/2002 рр., коли команда дійшла до чвертьфіналу. Водночас відрадно, що ціла група гравців зі Срібної Землі вже раніше зодягнула футболки інших прем'єр-лігівських команд. Це — вихованець Мукачівської ДЮСШ, найвідоміший гравець із тих, хто нині виступає, В.Кобін («Шахтар» Донецьк, «Карпати» Львів, «Закарпаття» Ужгород), вихованець СДЮШОР Ужгород М.Кополовець («Закарпаття», «Карпати» (Львів), «Білшина» (Бобруйськ), а також Ю.Габовда («Карпати» Львів, «Кривбас», «Таврія»), А.Пуканич («Шахтар» Донецьк, «Іллічівець», «Ворскла», «Говерла»), Ю.Путраш («Закарпаття», «Металург» Донецьк, «Оболонь», «Таврія», «Чорноморець»), Ю.Чонка («Металіст» Харків). На сезон 2013/2014 у заявці «Динамо» Київ значився й виходець з Мукачева — півзахисник І.Харатін.
У роки незалежності країни помітних успіхів досягли футбольні арбітри Закарпаття. Вони продовжили найкращі традиції крайової школи, яку свого часу сформували такі видатні представники, як Ф.Куруц, О.Малець, О.Теметєв, Т.Пфайфер та інші судді. У період кінця 90-х — початку 2000 рр. матчі чемпіонату України у вищій лізі проводили С.Селменський, який став першим в Україні асистентом арбітра ФІФА, В.Онуфер (перший вітчизняний арбітр ФІФА), П.Токарєв, В.Бабич, В.Дуло, В.Югас. Останній згодом отримав звання лайнсмена ФІФА (1996), і в країні сталася цікава подія, якій потім дивуватимуться й за кордоном: одразу троє суддів міжнародної категорії з футболу були представлені таким порівняно невеликим містом, як Ужгород. Що ж до Югаса, то він обслуговував ряд відповідальних ігор, зокрема у 1997 р. фінал чемпіонату світу серед військовослужбовців у столиці Ірану — Тегерані, у Лондоні повторну гру 1/8 фіналу Кубка володарів кубків «Челсі» (Англія) — «Тромсе» (Норвегія), у Києві фінал Кубка України-2000 «Кривбас» — «Динамо» тощо. Дещо раніше особливої слави зажив і Онуфер. Він провів понад 140 матчів у вітчизняному чемпіонаті, є одним із рекордсменів за кількість ігор у вищій футбольній лізі країни, а на міжнародній арені протягом 7 сезонів обслуговував понад 30 зустрічей (ігри єврокубків, міжнародні відбірні матчі чемпіонатів Європи та світу за участю збірних країн). Якщо до них приплюсувати ще й кубкові поєдинки (в 2000 р. обслуговував фінал Кубка України), то тільки на високому рівні він провів майже 250 ігор. Крім того успішно зарекомендував себе й як інспектор та член експертної комісії Федерації футболу України (ФФУ). Раніше удало себе показали в ролі інспекторів і делегатів ФФУ у вищій лізі закарпатці М.Михалина (він протягом 12 років був головою ФФЗ і інспектором ФФУ), О.Теметєв, А.Гаваші (він теж 12 років був на посаді голови ФФЗ, 10 років — делегатом ФФУ на матчах вищої і прем'єр-ліги країни, а також діяв на посаді члена виконкому ФФУ, в якій виконував обов'язки заступника голови комітету по зв'язках із регіонами —курирував західні області), В.Попович. Сьогодні в прем'єр-лізі працює заступник голови ФФЗ В.Наскалов, а першу лігу України інспектував М.Митровський-старший. Певних висот сягнули й інші закарпатські служителі футбольної Феміди. Зокрема асистентами судді вищої ліги працювали В.Попович, В.Дем'яненко, арбітром першої ліги Я.Маєревич, асистентами судді першої ліги М.Митровський-старший, В.Козик, І.Староста, І.Кувік. Сьогодні цю естафету продовжують Я.Козик (суддя прем'єр-ліги), М.Митровський-молодший (арбітр першої ліги), І.Гарлач-молодший (асистент арбітра першої ліги).
За останні кілька десятиліть успішно працювали й закарпатські тренери з футболу. Найкращі традиції наставників-організаторів Б.Вейга, Ф.Куруца, К.Сабо, Й.Беци (колишній старший тренер СКА (Ростов-на-Дону) та різних першолігових футбольних команд України, Вірменії і Казахстану), Е.Юста (колишній тренер ужгородського «Спартака» і Авангард (Тернопіль)), старщий тренер ФК «Карпати» Львів і головний тренер молодіжної збірної Угорщини), М.Комана (колишній тренер, начальник ФК «Динамо» Київ і головний тренер молодіжної збірної України), І.Шандора (колишній старший тренер «Говерли», «Спартака» Івано-Франківськ, «Буковини» Чернівці, «Зірки» (Кіровоград) і тренер кількох угорських клубів), Е.Кеслера (колишній старший тренер «СКА» (Львів), «Волинь» і «Говерли») та М.Михалини (серед старших тренерів головної дружини краю він найдовший час, із незначними перервами протягом 13 років очолював ужгородську команду майстрів, потім був наставником «Спартака» Івано-Франківськ та «Буковини» Чернівці, а в ужгородському «Спартаку», «Верховині» і «Говерлі» був старшим тренером цілого ряду майбутніх прославлених футболістів країни, які продовжили свою кар'єру в «Динамо» (Київ) та в інших елітних радянських клубах, а саме: Йожеф Сабо, Василь Турянчик, Андрій Гаваші, Іван Диковець, Іштван Секеч, Стефан Решко, Ференц Медвідь, Степан Варга, Томаш Пфайфер та ін.) продовжили:
- Й.Сабо — колишній головний тренер, начальник і віце-президент ФК «Динамо» Київ, головний тренер збірної України,
- В.Рац — колишній тренер ФК «Динамо» Київ, «Оболоні» і угорського «Ференцвароша», помічник головного тренера збірної України,
- В.Турянчик — колишній старший тренер і начальник «Говерли», тренер мукачівських команд «Керамік» і «Карпати»,
- В.Плоскіна — колишній тренер «Чорноморця» і донецького «Шахтаря»,
- М.Штенін — працевлаштувався в Бельгії,
- С.Марусинець — колишній спортивний директор «Локомотива» Астана,
- В.Пасулько — був головним тренером різних першо- та друголігових команд Німеччини, Азербайджану, Узбекистану, Казахстану і наставником збірної Молдови, а в 2014 р. працевлаштувався в Італії,
- В.Ряшко — працював тренером різних мукачівських команд та старшим тренером «Ниви», «Львіва» і «Закарпаття», яке вивів у вищу лігу й зумів зберегти в ній прописку ще на сезон,
- М.Іваниця — теж вивів ужгородську команду майстрів у вищу лігу,
- Г.Вайда — працював начальником команди й віце-президентом ФК «Карпати» (Львів),
- І.Герег — у Львові був тренером та директором СДЮШОР «Карпати», а наприкінці 1980-х років почав займатися бізнесом,
- В.Васютик — працював тренером воротарів ФК «Карпати» Львів і старшим тренером «Закарпаття» тощо.

Є успіхи й у жіночому футболі. Сьогодні близько 400 закарпатських дівчат присвятили себе грі мільйонів. Найактивнішими є Ужгородський, Рахівський, Виноградівський, Іршавський райони. У 2002–2003 рр. І.Петер у складі херсонської та чернігівської команд серед дорослих була бронзовим призером чемпіонату України, а потім потрапила до складу «Підмосков'я» — одного з найсильніших російських колективів із жіночого футболу. 2010-го та 2011-го років інші вихованки відомого ужгородського тренера Ф. Варги, В.Рапа й Н.Ковач, стали чемпіонками України в складі чернігівської спортшколи-інтернату, а нині є також кандидати в молодіжну збірну України. Ще кілька гравчинь удало влилися в ряди команд інших міст України. У 2010 р. відбулася знакова подія й у жіночому суддівстві: до числа асистентів арбітрів ФІФА потрапила Я.Сащина з Ужгорода. В обласному центрі в 1990–2000-х рр. проходили ігри за участю жіночої збірної України, зокрема 1996 р. — з угорками та румунками в рамках відбірного циклу чемпіонату Європи, а 2004 р. — товариська зустріч з командою Польщі.
29 квітня 1992 р. в Ужгороді свій перший офіційний матч зіграла національна чоловіча дружина. Її суперники були угорці. Вони й перемогли — 3:1. Утім єдиний і перший гол в історії національної команди України провів вихованець закарпатської футбольної школи (Іршавська ДЮСШ) — І.Гецко. Він виступав за ужгородське «Закарпаття», львівські СКА і «Карпати» (у складі останніх виграв бронзові нагороди чемпіонату і став другим найкращим бомбардиром за всю історію виступів команди у внутрішньому чемпіонаті), а також за «Дніпро» Дніпропетровськ, одеський «Чорноморець» (де став володарем Кубка України-1992), «Кривбас» Кривий Ріг, «Металіст» Харків, «Локомотив» Нижній Новгород, «Аланія» Владикавказ. Був володарем Кубка (1993) й чемпіоном Ізраїлю в складі «Маккабі» (Хайфа). Гецко двічі здобував звання другого бомбардира чемпіонату України, увійшов в історію першим автором трьох голів, забитих в одному матчі у вищій лізі (1992, «Чорноморець» — «Нива» Вінниця — 6:0). Досі непобитий рекорд цього закарпатського футболіста: він протягом одного сезону (1999/2000) двічі забивав по 4 голи (причому в складі різних команд — «Карпат» і «Кривбаса»). Із 2007 р. уславлений голеадор працював тренером-селекціонером одеського «Чорноморця».
Гравці ФК «Закарпаття» також відзначилися за збірну студентів України. Нападник М.Бундаш, який 10 років (із перервами) віддав рідному клубу, 2001 р. виборов зі співвітчизниками срібні медалі всесвітньої Універсіади. При цьому, забивши 4 м'ячі, став найкращим голеадором своєї команди, а в підсумку був удостоєний звання майстра спорту міжнародного класу. У 2009 р. вдруге наші студенти стали золотими тріумфаторами всесвітньої Універсіади. У фіналі українці, як і 2007 р. в Бангкоку, переграли італійців. Цього разу в Белграді на стадіоні «Партизан» із рахунком 3:2. Весь матч у складі переможців провів нападник М.Бобаль (тоді виступав за сімферопольську «Таврію»), а із 46-ї хвилини поєдинку на загальний результат працював іще один закарпатець — В.Микуляк.
Разом із великим футболом в області розвивається й аматорський. Із 2006 р., коли головою ФФЗ обрали М. Ланя, ситуація суттєво поліпшилася. Нинішній сезон у крайовому чемпіонаті розпочали команди у двох лігах — вищій і першій. Найбільшої ж слави здобув берегівський «Берегвідейк». Його футболісти не лише підкорили собі найвищі обласні вершини, й у 2010 р. виграли аматорський Кубок України. Улітку ж 2009 р. сталася ще одна непересічна подія в історії закарпатського футболу. У селі Дідово Берегівського району проведено перші офіційні змагання з пляжного футболу — Кубок Закарпатської області серед аматорських команд. Слід також зазначити, що того ж, 2009-го року футбольна збірна ветеранів Закарпаття під керівництвом тренера В.Козика стала чемпіоном України.
Світлу сторінку в історію м'ячевих ігор на Закарпатті вписав і міні-футбол. У сезоні 2003/2004 й 2004/2005 рр. ужгородська команда «Лотос» вдало дебютувала в Західній зоні другої ліги чемпіонату України (відповідно 3 та 5 місця). На жаль, у подальшому далася взнаки фінансова скрута, і колектив припинив існування. Однак 2009 р. знову зайшла мова про відродження в Ужгороді міні-футбольної команди всеукраїнського рівня. Клуб назвали "СК «Русь», який у 2010 р. посів 5 місце (із 10 команд).
Понад десятиліття палітру ігрових видів спорту в краї доповнює американський футбол. Цей вид у 1998 р. із-за океану перекочував на Закарпаття завдяки християнським місіонерам: канадцеві Р.Фрізену та росіянину О.Дмитрієву. Уже наступного року офіційно на базі Ужгородського національного університету (УжНУ) з'явилася перша обласна команда — «Лісоруби». 11 вересня 1999 р. відбулася перша гра. В обласному центрі, на стадіоні спорткомплексу УжНУ, «Лісоруби» змагалися з вінницькими «Вовками». Наступного, 2000-го року ужгородці брали участь у першому турнірі — «Донбас Арена Боул». Після цього стартували в чемпіонаті України. У першому для себе сезоні «Лісоруби» вибороли 5 місце, потім третє. У подальшому чемпіонаті команда впевнено виступала в «Західній конференції», проте не потрапила у фінальній стадії змагань. 2003 р. в Ужгороді під керівництвом О.Дмитрієва з'явилася команда «Воїни». Її підсилили гравці «Лісорубів», які, однак, за відсутності фінансування припинили свою діяльність. Проте з 2008 р., коли обласну федерацію очолив Ю.Нагорняк, ситуація кардинально змінилася. «Лісоруби» знову з'явилися на змагальній арені («Воїни» перестала існувати) й наступного року виграли Кубок Ужгорода і уперше в історії стали чемпіонами України. Нині команду очолює п'ятикратний чемпіон Росії та двократний чемпіон Європи — головний тренер Д.Саврико.

## Представники закарпатського футболу на міжнародних змаганнях
Представники закарпатського футболу у складі збірної СРСР на чемпіонатах світу :
- 1966: Йожеф Сабо
- 1962: Йожеф Сабо
- 1986: Іван Яремчук, Василь Рац
- 1990: Василь Рац, Іван Яремчук

Представники закарпатського футболу у складі збірної СРСР на чемпіонатах Європи :
- 1988: Віктор Пасулько, Василь Рац

Представники закарпатського футболу у на Олімпіаді:
- 1956 (золото): Йожеф Беца
- 1972  (бронза): Йожеф Сабо
- 1976 (бронза): Стефан Решко

## Зірки футбольного Закарпаття
Великою гордістю Закарпаття і всієї країни є вже згадані призери чемпіонатів світу і літніх олімпіад, першостей Європи, всесвітніх універсіад, спартакіад, чемпіонатів і кубкових турнірів СРСР та всеукраїнських змагань. Цей край за останні кілька десятки років виховав сотні майстрів спорту та майстрів спорту міжнародного класу, але особливої уваги заслуговують ті колишні футболісти, які ще в часи Радянського Союзу були удостоєні почесного звання «Заслужений майстер спорту». Це «чудова сімка» Закарпаття: Михайло Михалина (1955), Йожеф Сабо (1967), Василь Турянчик (1967), Стефан Решко (1975), Василь Рац (1986), Іван Яремчук (1986) та Йожеф Беца (1991).

Прикладом позитивного ставлення керівництва країни на найвищому рівні є вітальна телеграма 2-го Президента України Леоніда Кучми, яку він надіслав в 2001 р. на адресу закарпатців з нагоди 100-літнього ювілею крайового футболу, де, зокрема, були і такі рядки:
 «…сини Закарпаття, заслужені майстри спорту СРСР Михайло Михалина, Василь Турянчик, Йожеф Сабо, Йожеф Беца, Стефан Решко, Василь Рац, Іван Яремчук, майстри спорту міжнародного класу Ференц Медвідь, Віктор Пасулько, майстри спорту СРСР Михайло Коман, Золтан Сенгетовський, Іштван Секеч, Ернест Юст, Тіберій Попович, Іван Гецко, Степан Варга та багато інших прославили свій край та нашу Батьківщину на просторах колишнього СРСР, Європи та світу. Жоден інший регіон не дав такого підсилення українському футболу — як за кількістю гравців, так і за їхнім природним обдаруванням, професійним ставленням до своєї справи». — Вітальна телеграма 2-го Президента України Леоніда Кучми